# Hannah Barnes
Hannah Barnes (* 4. Mai 1993 in Pembury, Kent) ist eine ehemalige britische Radsportlerin, die im Straßenradsport und auf der Bahn aktiv war.

## Sportliche Laufbahn
Im Alter von zehn Jahren begann Hannah Barnes mit dem Radsport. Drei Jahre lang war sie Mitglied im Talent Team des britischen Verbandes British Cycling. Zu Beginn ihrer sportlichen Laufbahn fuhr Hannah Barnes hauptsächlich Cyclocrossrennen. 2011 wurde sie britische Junioren-Meisterin im Einzelzeitfahren. Bei den nationalen Bahnmeisterschaften im Jahr darauf wurde sie jeweils Dritte im Punktefahren sowie in der Einerverfolgung. 2014 gewann sie eine Etappe der argentinischen Tour de San Luis und belegte in der Gesamtwertung der Women’s Tour Rang acht.
Im Jahre 2015 gewann Barnes den GP San Luis sowie zwei Etappen der Tour de San Luis, zudem eine Etappe der Tour of the Gila. Im selben Jahr siegte sie bei einer Etappe der Women’s Tour und wurde Fünfte der Gesamtwertung. 2016 wurde sie britische Meisterin im Straßenrennen. Nachdem sie 2017 eine Etappe des Giro d’Italia Donne für sich entschieden hatte, gewann sie im Jahr darauf die Setmana Ciclista Valenciana und wurde britische Meisterin im Einzelzeitfahren. Ebenfalls 2018 wurde sie mit ihrem Team Canyon SRAM Racing Weltmeisterin im Mannschaftszeitfahren. Im Jahr darauf gewann das Team mit Barnes das Mannschaftszeitfahren des Giro d’Italia Femminile. Ende 2023 beendete sie wegen gesundheitlicher Probleme ihre sportliche Laufbahn.

## Diverses
Hannah Barnes ist nicht zu verwechseln mit der gleichnamigen schottischen Mountainbikerin und ist die Schwester von Alice Barnes. Sie ist liiert mit dem Radsportler Tao Geoghegan Hart; das Paar lebt in Andorra (Stand 2020).

## Erfolge
2011
- Britische Junioren-Meisterin – Einzelzeitfahren

2014
- eine Etappe Tour de San Luis

2015
- Gran Prix San Luis Femenino
- zwei Etappen Tour de San Luis
- eine Etappe Tour of the Gila
- eine Etappe The Women’s Tour

2016
- Britische Meisterin – Straßenrennen

2017
- eine Etappe Giro d’Italia Donne

2018
- Gesamtwertung und zwei Etappen Setmana Ciclista Valenciana
- Britische Meisterin – Einzelzeitfahren
- Weltmeisterin – Mannschaftszeitfahren (mit Alena Amjaljussik, Alice Barnes, Elena Cecchini, Lisa Klein und Trixi Worrack)

2019
- Mannschaftszeitfahren Giro d’Italia Donne